# Synagoga Michała Rotholza w Łodzi
Synagoga Michała Rotholza w Łodzi – prywatny dom modlitwy znajdujący się w Łodzi przy ulicy Piotrkowskiej 284.
Synagoga została założona w 1900 roku z inicjatywy Michała Rotholza. Mogła ona pomieścić 30 osób. Podczas II wojny światowej hitlerowcy zdewastowali synagogę. 